# アレン・エマーソン

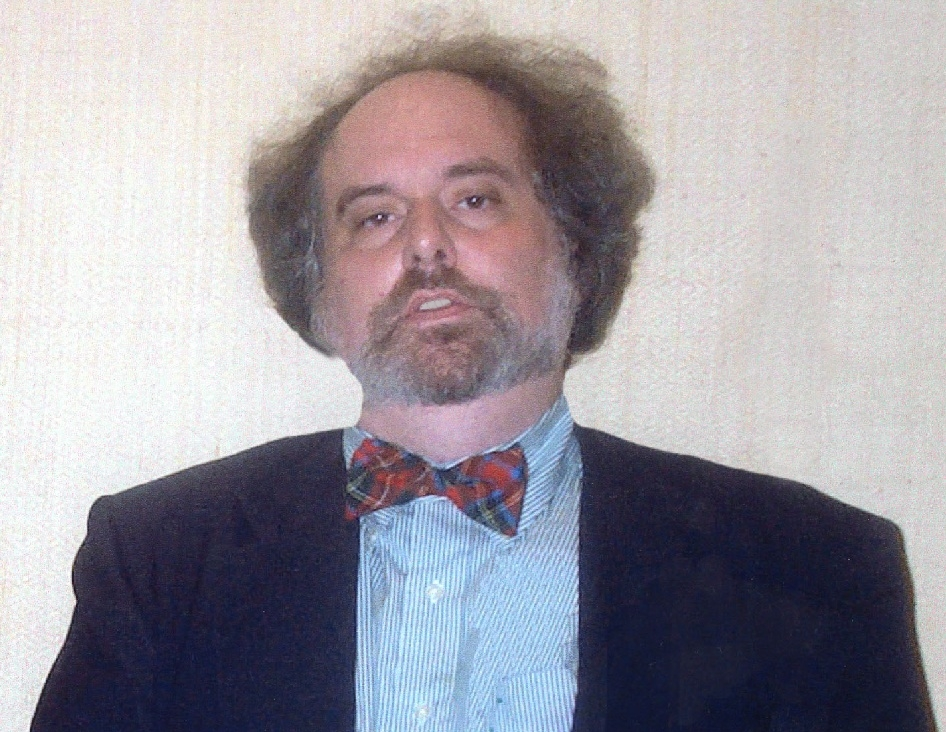
エマーソン

アーネスト・アレン・エマーソン（Ernest Allen Emerson、1954年6月2日 - 2024年10月15日）は、アメリカ合衆国の計算機科学者であり、テキサス大学オースティン校の教授。
エドムンド・クラーク、ジョセフ・シファキスと共にモデル検査の先駆的研究で2007年のチューリング賞を受賞した。1998年には、記号的モデル検査 (Symbolic Model Cheking) の研究に対してACMのパリス・カネラキス実践的理論賞を受賞した。
1976年、テキサス大学オースティン校で数学の学士号を取得し、1981年、ハーバード大学で応用数学の博士号を取得した。
1980年代にエドムンド・クラークと共同研究し、計算木論理を考案した。
ACMの会員である。